# Omicron rubefactum
Omicron rubefactum är en stekelart som beskrevs av Giordani Soika 1978. Omicron rubefactum ingår i släktet Omicron och familjen Eumenidae. Inga underarter finns listade i Catalogue of Life.